# Osmoxylon pachyphyllum
Osmoxylon pachyphyllum är en araliaväxtart som först beskrevs av Ryôzô Kanehira, och fick sitt nu gällande namn av Francis Raymond Fosberg och Marie-Hélène Sachet. Osmoxylon pachyphyllum ingår i släktet Osmoxylon och familjen Araliaceae. Inga underarter finns listade.